# Human Clay
Human Clay – drugi studyjny album formacji Creed. Okrył się jedenastokrotną platyną i jednokrotnym diamentem. Jest na 54 miejscu w setce najlepiej sprzedających się albumów w Stanach Zjednoczonych (stan na luty 2007). Do stycznia 2008 roku sprzedano jego 11,5 miliona kopii w USA. Trzeci singel With Arms Wide Open wygrał nagrodę Grammy na najlepszą rockową piosenkę 1999 roku i został uplasowany przez VH1 na 92 miejscu w plebiscycie na najlepszy wideoklip wszech czasów. Album bierze nazwę z tekstu piosenki Say I.

## Lista utworów
1. "Are You Ready?" – 4:45
2. "What If" – 5:18
3. "Beautiful" – 4:20
4. "Say I" – 5:15
5. "Wrong Way" – 4:19
6. "Faceless Man" – 5:59
7. "Never Die" – 4:51
8. "With Arms Wide Open" – 4:35
9. "Higher" - 5:17
10. "Wash Away Those Years" – 6:04
11. "Inside Us All" – 5:49
12. "Young Grow Old" - 4:46 (bonus)

## Twórcy
- Scott Stapp - wokal prowadzący, autor tekstów
- Mark Tremonti - gitara, wokal wspierający
- Brian Marshall - gitara basowa
- Scott Phillips - perkusja

Współpracownicy
- John Kuzweg - organy
- Kirk Kelsey - mandolina